# Louis de Clippele

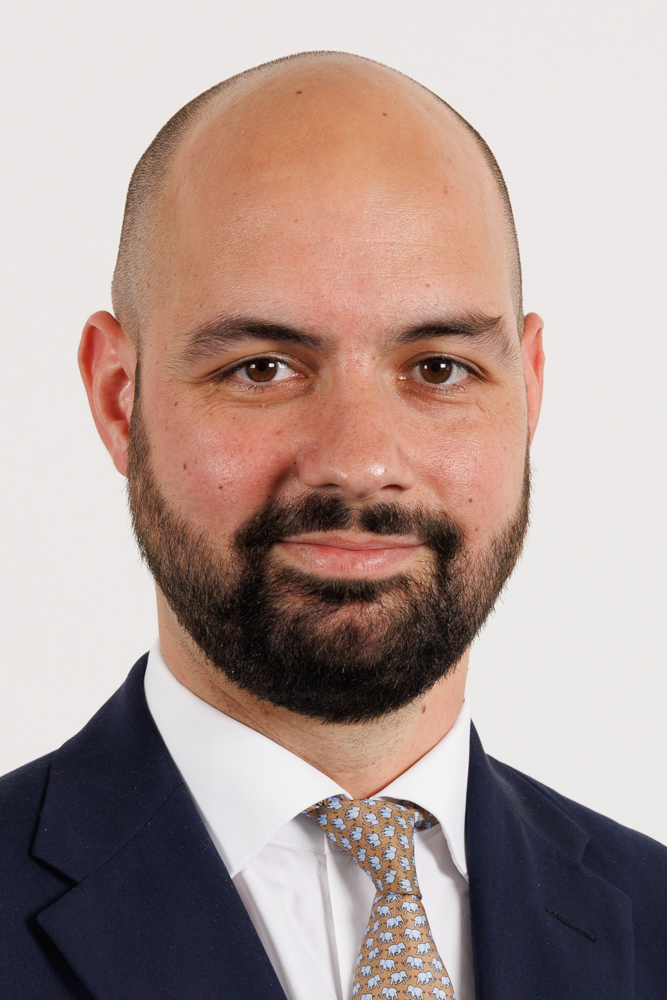
Louis de Clippele

Louis de Clippele (Brussel, 13 oktober 1990) is een Belgisch politicus voor de liberale MR.

## Biografie
Louis de Clippele stamt uit een politieke familie. Zijn grootvader Jean-Pierre de Clippele (1928-2012) was senator voor de rechts radicaal-liberale partij UDRT en nadien de PRL, de voorloper van de MR. Zijn vader Olivier de Clippele (1959) werd voor dezelfde partij Brussels Hoofdstedelijk Parlementslid en gemeenschapssenator en was lokaal actief in Elsene en Brussel.
Na zijn studies aan de Université Saint-Louis in Brussel ging de Clippele aan de slag als vastgoedmakelaar. Van 2021 tot 2024 was hij politiek adviseur voor huisvesting voor de Brusselse federatie van de MR.
Sinds de verkiezingen van oktober 2018 is Louis de Clippele voor de MR gemeenteraadslid van Elsene. Sinds de Brusselse gewestverkiezingen van juni 2024 zetelt hij eveneens in het Brussels Hoofdstedelijk Parlement, waar hij naast lid van de commissie Territoriale Ontwikkeling ondervoorzitter werd van de commissie Huisvesting. Van daaruit werd hij in februari 2025 afgevaardigd naar het Parlement van de Franse Gemeenschap. In dit laatste parlement ging hij zetelen in de commissie Cultuur, Permanente Vorming, Internationale Betrekkingen en Algemene Zaken.